# Val de la Joux et la Vouette à Roches-sur-Rognon
Val de la Joux et la Vouette à Roches-sur-Rognon este o arie protejată (sit de importanță comunitară — SCI) din Franța întinsă pe o suprafață de 326 ha, integral pe uscat.

## Localizare
Centrul sitului Val de la Joux et la Vouette à Roches-sur-Rognon este situat la coordonatele 48°16′48″N 5°15′34″E / 48.28°N 5.25944°E.

## Înființare
Situl Val de la Joux et la Vouette à Roches-sur-Rognon a fost declarat arie specială de conservare în baza directivei 92/43 din 1992 referitoare la conservarea habitatelor naturale și a faunei și florei sălbatice pentru a proteja 1 specie de plante și 5 specii de animale.

## Biodiversitate
Situată în ecoregiunea continentală, aria protejată conține 8 habitate naturale: Păduri de fag Asperulo-Fagetum, Păduri aluvionare cu Alnus glutinosa și Fraxinus excelsior (Alno-Padion, Alnion incanae, Salicion albae), Pante stâncoase calcaroase cu vegetație casmofită, Păduri pe pante, grohotișuri și ravene de Tilio-Acerion, Izvoare petrifiante cu formare de travertin (Cratoneurion), Păduri de fag din Europa Centrală dezvoltate pe sol calcaros cu Cephalanthero-Fagion, Liziere de ierburi înalte hidrofile de câmpie și de nivel montan până la alpin, Ape puternic oligomezotrofe cu vegetație bentonică cu Chara spp..
La baza desemnării sitului se află mai multe specii protejate:
- plante (1): papucul doamnei (Cypripedium calceolus)
- nevertebrate (2): Austropotamobius pallipes, Coenagrion mercuriale
- pești (3): zglăvoacă (Cottus gobio), Cottus perifretum, cicar (Lampetra planeri)

Pe lângă speciile protejate, pe teritoriul sitului au mai fost identificate 1 specie de plante, 1 specie de mamifere, 4 specii de nevertebrate.